# Лузер
Лузер (англ. Dirt Merchant) — американська комедія 1999 року.

## Сюжет
Курт Мерхант, відомий як Дірт, втрачає свою роботу в студії звукозапису, де він мріяв стати помічником режисера. Замість цього він отримує місце посильного. Одного разу йому наказують доставити запрошення відомому рок-виконавцю Джонні Декею. Однак, коли Дірт приходить до Джонні, то виявляє його мертвим від передозування наркотиками. Будучи не в той час і не в тому місці, Дірт стає головним підозрюваним у вбивстві.

## У ролях
| Актор              | Роль                |
| ------------------ | ------------------- |
| Денні Мастерсон    | Дірт Мерхант        |
| Девід Фаустіно     | Спондж              |
| Девід ДеЛуїс       | Слай                |
| Джулі Бенц         | Енджі               |
| Дженна Джеймсон    | Холлі               |
| Брайон Джеймс      | детектив Гаррі Бал  |
| Тім Томерсон       | Джек                |
| Ентоні Майкл Холл  | Джеффрі Алан Спейсі |
| Дейл Годбольдо     | Зік-майстер         |
| Карлос Аласракі    | Ронні Орландо       |
| Ліза Арч           | репортер            |
| Лі Аренберг        | Джеймс Ерл          |
| Вейд Карпентер     | Джонні Декі         |
| Елон Голд          | Блуд Банкер         |
| Енн Гетті          | поетична дівчина    |
| Томмі Хінклі       | Морт Хаскінс        |
| Сюзанн ДеЛаурентіс | секретар Джейка     |
| Саймон Брук        | рок-зірка           |
| Бойс               | Раста               |
| Кірстен Голмквіст  | реєстратор          |